# Grafton (Worcestershire)
Pour les articles homonymes, voir Grafton.
 (février 2025).
Si vous disposez d'ouvrages ou d'articles de référence ou si vous connaissez des sites web de qualité traitant du thème abordé ici, merci de compléter l'article en donnant les références utiles à sa vérifiabilité et en les liant à la section « Notes et références ».
Grafton est une localité anglaise située dans le comté du Worcestershire.